# Blue1
A Blue1 é uma companhia aérea regional finlandesa com sede no Aeroporto de Helsínquia-Vantaa. É uma empresa que faz principalmente conexões entre Helsínquia, Estocolmo e Copenhaga. Em 2011 transportou 1,758 milhões de passageiros. A companhia aérea foi reorganizado e comprado em Janeiro de 1998 por Scandinavian Airlines (SAS).
Também opera voos domésticos e voos para outros destinos na Europa. Para além da base em Vantaa, também tem centros nos aeroportos de Copenhaga Kastrup e Estocolmo-Arlanda. 

## Frota

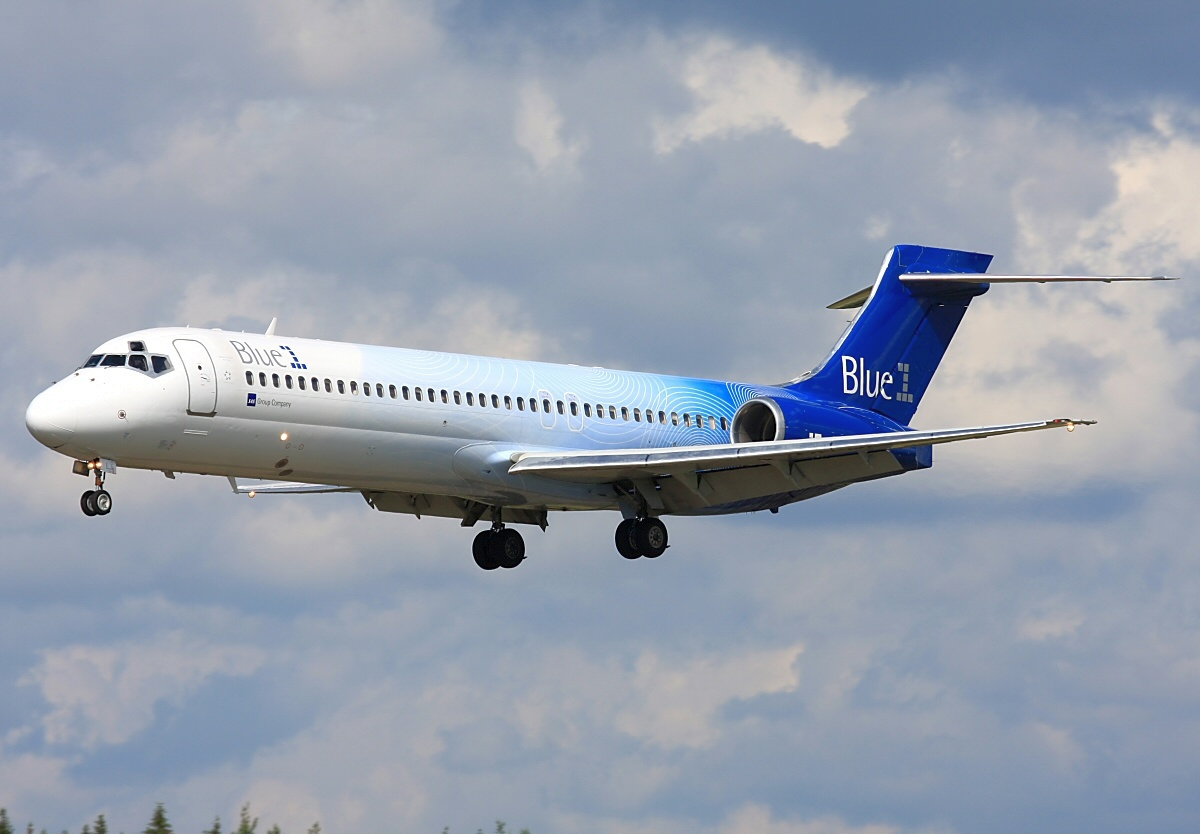
Boeing 717 da Blue1.

A frota da Blue1 é composta pelas seguintes aeronaves (Janeiro 2012):
- 9 aeronaves Boeing 717-200